# Dimitris Kazakis
Dimitris Kazakis (griechisch Δημήτρης Καζάκης, * 5. November 1962 in Kalamata) ist ein griechischer Politiker und Wirtschaftswissenschaftler mit beruflicher Laufbahn in griechischen, aber auch internationalen Unternehmen. Er ist Gründungsmitglied der 2011 gegründeten Enieo Pallaiko Metopo (Vereinigte Volksfront, Ε.ΠΑ.Μ.), deren Parteisekretär und Parteichef er bis heute ist.
Er war regelmäßiger Kommentator der Zeitung Pontiki und des Magazins Hellenic Nexus sowie Herausgeber des Buches Das griechische Pompei – die Chronik eines angekündigten Bankrotts. Des Weiteren hat Kazakis bei der Zeitung To Choni und den Internet-Radiosendern Radio choris FM sowie e-roi mitgearbeitet.

## Werdegang
Dimitris Kazakis stammt aus dem messinischen Kalamata, wo er die ersten acht Jahre seiner Kindheit verbrachte. Danach übersiedelte er nach Athen, wo er die Schule abschloss und an der Wirtschaftsuniversität Athen (ASOEE) Ökonomie studierte. Im Alter von achtzehn Jahren schloss er sich der Kommunistischen Partei Griechenlands (KKE) an, aus der er enttäuscht im Jahre 1996 endgültig austrat. Kazakis hat im Management als Führungskraft in Unternehmen gearbeitet.
Im Jahr 2011 betätigte Kazakis sich im Rahmen der landesweiten Massenproteste gegen die „Wirtschaftsbesatzung“, die nach Ansicht griechischer Medien und seiner Partei, die er infolgedessen gründete, die Souveränität des Landes bedrohte. er gründete zusammen mit Leonidas Chrysanthopoulos und weiteren Mitstreitern die Vereinigte Volksfront, die er heute als Generalsekretär anführt. Mit seiner Partei versucht er eine „breite gesellschaftspolitische Allianz … zu etablieren“ gegen die Troika und der wirtschaftlichen und politischen Oligarchie. Er verwehrt sich gegen eine Ideologie oder eine parteipolitische Ausrichtung, seine Partei wird jedoch als patriotisch beschrieben und sympathisiert mit der linken Syriza. Bei der Parlamentswahl im Mai 2012 ging die Partei eine Listenverbindung ein, bei der Parlamentswahl in Griechenland September 2015 führte Kazakis seine Partei eigenständig in den Wahlkampf. Sie bekam 0,77 Prozent der Wählerstimmen.